# ボリス・スパスキー
ボリス・ヴァシーリエヴィッチ・スパスキー（ロシア語: Бори́с Васи́льевич Спа́сский, 英語: Boris Vasilievich Spassky, 1937年1月30日 - 2025年2月27日）は、ソビエト連邦生まれのチェスプレーヤー。チェス世界チャンピオン（1969年 - 1972年）。

## 来歴
レニングラード（現・サンクトペテルブルク）出身。1955年、アントウェルペンで開催された世界ジュニアチェス選手権で優勝しインターナショナルマスターとなる。同年、初出場したインターゾーナル戦で7位同率となり、翌年の挑戦者決定戦への出場権を手に入れると同時にグランドマスターとなる。
1966年初めて世界チャンピオンへの挑戦者となる。この時は当時のチャンピオンチグラン・ペトロシアンに敗れたが、1969年、2度目の挑戦でペトロシアンを破り、チャンピオンになる。1972年、レイキャヴィークでの世界チェス選手権でボビー・フィッシャーに敗退し、失冠。1975年、フランスに亡命し、フランス人女性と3度目の結婚。

## 2000年以降

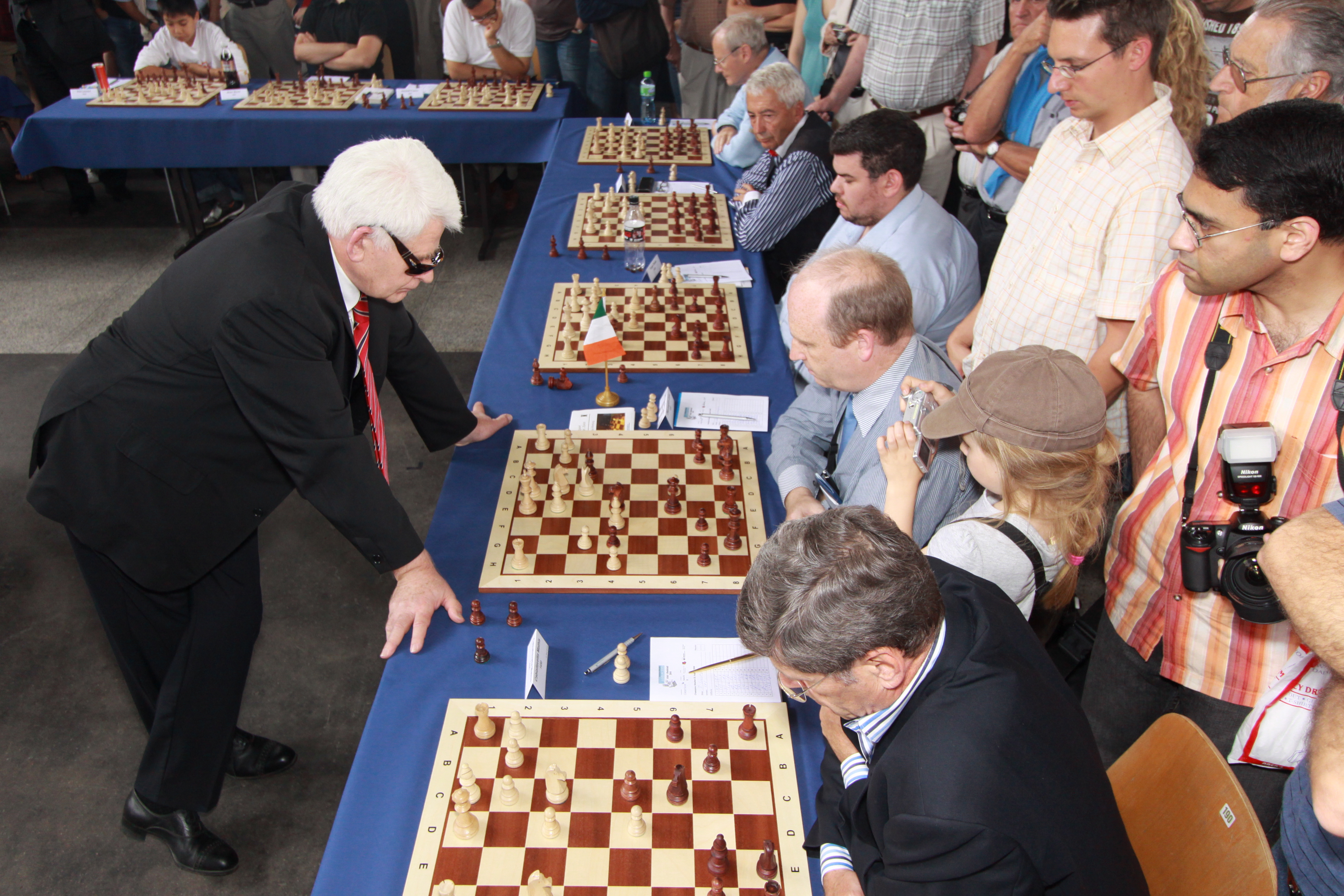
2009年、フランス在住当時のスパスキー。

2006年10月1日、サンフランシスコで講演中だったスパスキーは、軽い脳卒中となった。復帰後の最初の大きな試合は、2007年4月におこなわれた、ハンガリー人グランドマスター Lajos Portischとの対戦であった。
2010年3月27日、73歳となっていたスパスキーは、ワシリー・スミスロフが死去したことに伴い、存命中では最高齢の元世界チャンピオンとなった。
2010年9月23日、ChessBase が発表したところによると、スパスキーは以前のものより深刻な脳卒中に見舞われ、左半身が不随となったとされた。その後、彼はフランスに戻り、長期間のリハビリテーション生活に入った。2012年8月16日、スパスキーはフランスを離れ、紛糾した状況の中でロシアへ戻り、その後はモスクワのアパートに住んでいる。
2016年9月25日、タリ・メモリアル のトーナメント開会式において、スパスキーはスピーチをした。彼は、ミハイル・タリについて、「極めて輝かしい記憶の数々」をもっていると述べ、第15回チェス・オリンピアードのときの逸話を紹介し、ボビー・フィッシャーとミハイル・ボトヴィニクの対戦において封じ手をソビエト側がどのように分析していたかを語った。Chess24 の報じるところでは、スパスキーは「元気 (sprightly)」だったという。
2025年2月27日に死去。88歳没。

## 関連書籍
- ジョージ・スタイナー 著、諸岡敏行 訳 『白夜のチェス戦争』 （晶文社、1978/11） ISBN 4794955758 / ISBN 9784794955753 --- ボビー・フィッシャー戦のレポート